# Монгольсько-руський похід на кавказьких ясів
Монгольсько-руський похід на кавказьких ясів — похід 1277—1278 років улусу Джучі (Орди) Монгольської імперії та підвладних їй північно-східних руських князів проти кавказьких ясів — аланів, багато з яких не корилися ханській владі та чинили збройний опір.
Руські князі: ростовський князь Борис Василькович, Гліб Білозерський, Феодор Ярославський та Андрій Олександрович Городецький, син Олександра Невського, брат великого князя Владимирського Дмитра Олександровича повели війська в Орду, де разом з ханом Мангу-Тимуром пішли на кавказькиї ясів, або алан, предків сучасних осетинів.
Одразу після прибуття в Орду Борис Василькович Ростовський захворів і помер там 16 вересня; його тіло було перевезено дружиною і сином Дмитром у Ростов і 13 листопада того ж 1277 року поховано в Соборній Успенській церкві з правої сторони.
Руські князі завоювали яське місто Дедяков, спалили його, взяли велику здобич, полонених, і цим заслужили велику шану ординського хана, який велико хвалив та надав багаті дари.
Заохочені ханською шаною та дарами 1278 року Феодор Ярославський і його зять, Михайло Глібович, пішли допомагати монголо-татарам у поході на болгарського царя, за руським літописом «славного бродягу й свинопаса», відомим у грецьких літописах на ім'я Лахана (1278—1279).